# Somesville
Somesville è stato il primo villaggio insediato sull'isola di Mount Desert (Maine) dal quale si è poi sviluppata la città di Mount Desert, nella zona sudorientale dell'isola.
Esso si trova all'estremità settentrionale del Somes Sound. Il villaggio fu fondato da Abraham Somes, che fu il primo colono a stabilirsi sull'isola. Esso attrasse molta gente a causa dei suoi mulini e delle sue cave. L'intero villaggio fa parte del Distretto Storico di Somesville. Appartiene alla Contea di Hancock.

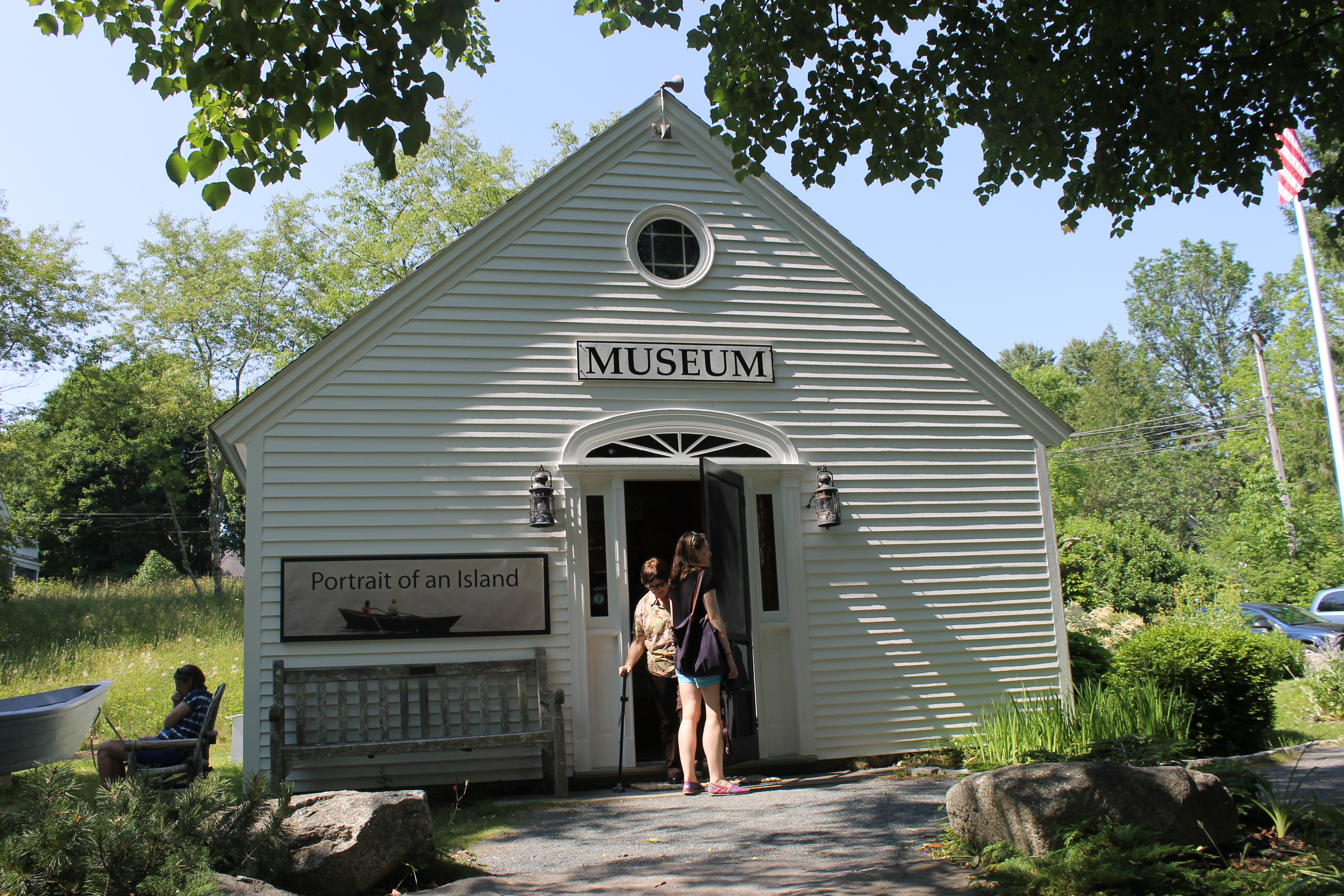
Il museo di Somesville

## Storia
La storia di Somesville risale ai Nativi Americani. I primi Nativi Americani a visitare l'isola non furono residenti permanenti ma visitarono l'isola verso il 4000 a.C. Dopo i Nativi Americani, le prime famiglie che si stabilirono sull'isola furono Abramo e Hannah Somes con James e Rachel Richardson nell'anno 1761. Ad alcuni di loro fu richiesto esplicitamente di stabilirsi colà dal Governatore del Massachusetts, Sir Francis Bernard, primo baronetto di Nettlehamto, e di impiantarvi dei mulini. Essi chiamarono il loro villaggio Somesville, e l'interno prese il nome di Somes Sound, da Abramo e la sua famiglia. La storia di Somesville attrae ancor oggi molti nuovi abitanti. 

## Industria
Un importante aspetto di Somesville è la sua industria. Dopo che un numero sufficiente di coloni si era trasferito nell'isola, la sua industria divenne prosperosa. Si poteva trovare lavoro nell'edilizia, nella pesca, nel commercio lungo la costa o nelle cave. L'isola offriva molte opportunità di lavoro con parecchie cave, una fabbrica di scarpe e un lanificio. Queste industrie resero le famiglie di Somesville le più benestanti sull'isola dal 1840 insieme alla famiglia Whiting, che possedeva anche molti magazzini e attività lucrative. Il legname, i cereali grezzi e i lanifici di Somesville erano sostenuti dalla presenza di numerose dighe multiple. Le cave di granito costituivano anche un'ampia parte delle attività lavorative. Nel 1886 l'annuale esportazione di pietra tagliata veniva stimata oltre le 3500 tonnellate. L'industria in forte crescita presto attrasse insediamenti ed entro il 1950 la popolazione era triplicata.

## Geologia
L'isola di Mount Desert, che noi vediamo oggi, si formò circa 380 milioni di anni fa con la collisione del continente con un arco di isole, che diede origine ai graniti e ad altre rocce magmatiche, che comprendono la maggior parte delle isole e delle loro montagne. Circa un milione di anni fa, un ghiacciaio spesso circa un miglio si muoveva di qualche yarda ogni anno e infine raggiunse la catena del Mount Desert. Durante questo evento glaciale, Somes Sound fu scavato fuori dall'isola, dandogli una forma di valle ad "U", caratteristica delle glaciazioni. Oggi, vi sono sull'isola molti tipi di rocce, compresi graniti e rocce vulcaniche risultanti dalla collisione. Queste rocce granitiche e vulcaniche furono piazzate adiacenti a ~400 milioni di anni di siltiti e arenarie, che stanno sulla parte dell'isola sulla quale si trova il villaggio di Bar Harbor. Le montagne di Acadia rappresentano un evento collisionale tettonico che fu subito seguito da una relativa serie di collisioni continentali che condussero a una più ampia fase nella formazione delle montagne degli Appalachi, nota come Orogenesi acadiana.

## Distretto storico
Nel 1975, il villaggio centrale di Somesville e la zona del porto furono iscritti sul Registro Nazionale delle Località Storiche. Il distretto si estende lungo Main Street da Denning Brook alla Maine State Route 3 e comprende l'intera linea costiera del porto fino al sud Mason e Squantum Point. Essa comprende la Isaac Somes House del 1828, la casa più antica del villaggio, e la Union Church del 1852.